# Velocidade Terminal
Terminal Velocity (Brasil: Velocidade Terminal / Portugal: Velocidade Terminal) é um filme de ação americano de 1994, dirigido por Deran Sarafian, escrito por David Twohy e estrelado por Charlie Sheen, Nastassja Kinski, James Gandolfini e Christopher McDonald. Segue-se um paraquedista (interpretado por Charlie Sheen) que é pego em uma trama criminal por mafiosos russos (James Gandolfini e Christopher McDonald), forçando-o a se unir a um agente secreto freelancer (Nastassja Kinski) a fim de sobreviver.

## Enredo
Ditch Brodie, um antigo ginasta olímpico, agora um instrutor de queda livre e salto de paraquedas. Um dia, uma bela jovem, Chris Morrow, pede que ele a ajude a fazer um salto e ele aceita, mas durante o vôo ela inexplicavelmente cai do avião e morre apesar dele tentar salvá-la até o último momento. Ditch é responsabilizado pela morte, mas ele não está aceita e passa a investigar, para entender o que realmente aconteceu. Ele descobre que Chris é na verdade uma antiga espiã da KGB chamado Krista Moldova, e o corpo que caíu do avião era o de outra mulher parecida com ela. Eventualmente Ditch acaba se envolvendo na missão que a bela Chris pretende cumprir: recuperar a carga de ouro presente em um Boeing 747 que a máfia russa havia roubado anteriormente.

## Elenco
- Charlie Sheen como Richard "Ditch" Brodie
- Nastassja Kinski como Chris Morrow/Krista Moldova
- James Gandolfini como Ben Pinkwater/Stefan
- Christopher McDonald como Kerr
- Gary Bullock como Lex
- Hans Howes como Sam
- Melvin Van Peebles como Noble
- Margaret Colin como Joline
- Cathryn de Prume como Karen
- Suli McCullough como Robocam
- Rance Howard como Chuck
- Sofia Shinas como Broken Legs Max

## Recepção
Lançado em 23 de setembro de 1994, sendo a premiere em Los Angeles e Nova Iorque, arrecadando um pouco mais de US$ 5,500,404 milhões no final de semana do lançamento em 1,794 salas de cinema, ficando em 2º no ranking de box office, atrás do filme Timecop, com um lucro total no mercado domestico (Estados Unidos) um pouco mais de US$ 16 milhões, nos 16 dias que ficou em cartaz, sendo um considerado um fracasso de bilheteria em comparação ao seu orçamento estimado de US$ 50 milhões.